# Gallirallus sylvestris
El rascón de Lord Howe o rascón de la Lord Howe (Hypotaenidia sylvestris sin.: Gallirallus sylvestris) es una especie de ave gruiforme de la familia Rallidae endémica de la isla Lord Howe, al este del continente australiano. 

## Descripción

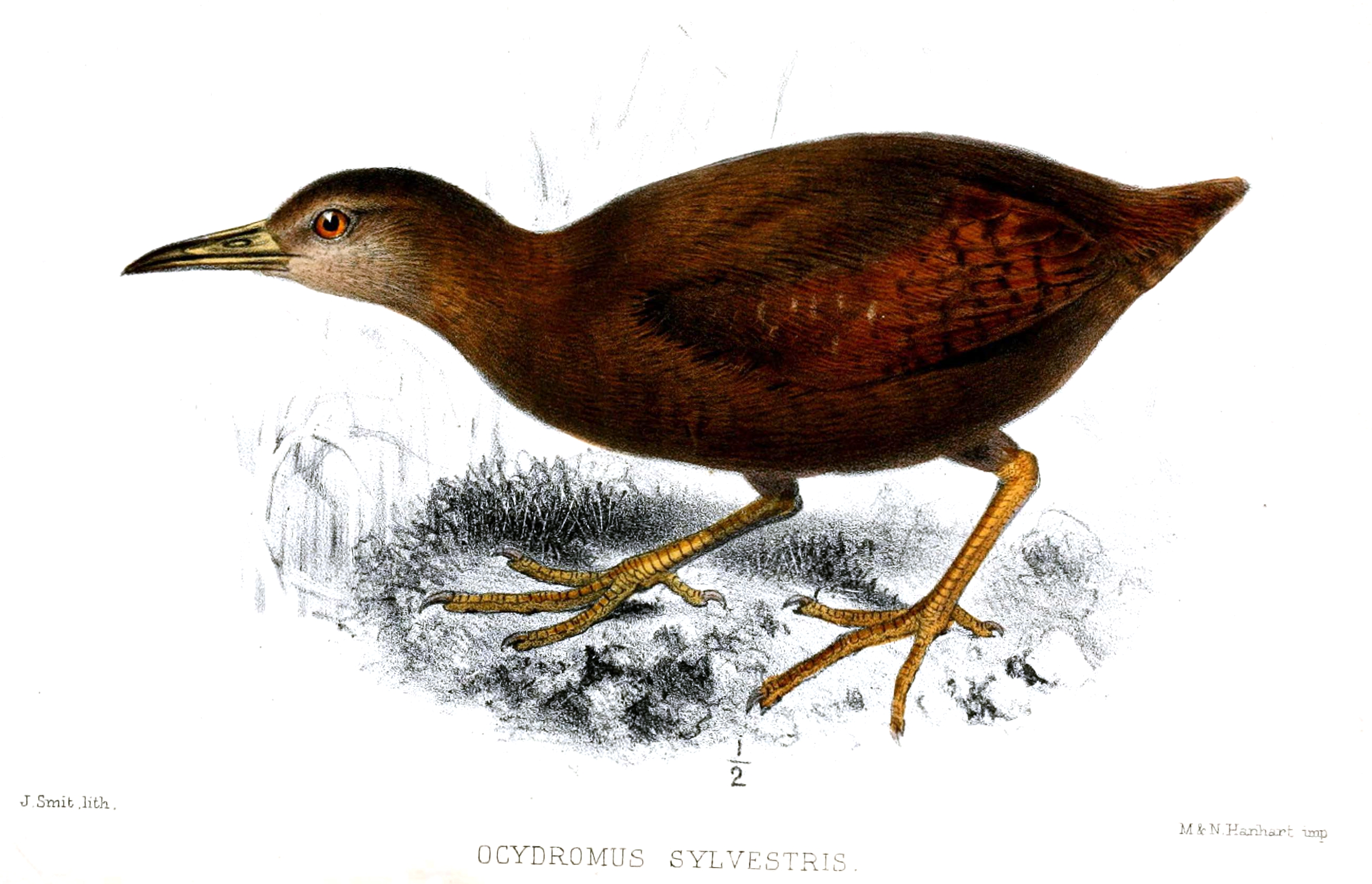
Ilustración de Joseph Smit (1869).

Es un ave no voladora pequeña, con plumaje principalmente de color pardo oliváceo, grisáceo en el rostro. Tiene la cola corta y el pico ligeramente curvado hacia abajo. Vive en bosques subtropicales y se alimenta de lombrices, crustáceos, frutos y de los huevos de las pardela y petreles.
Estos rascones se emparejan de por vida y generalmente se encuentran en parejas. Son territoriales y surgen del sotobosque para investigar la causa de cualquier ruido inusual. Una pareja defiende un territorio de aproximadamente 3 hectáreas, y expulsan a su descendencia de él una vez han crecido. Por ello la población de esta ave está restringida por la disponibilidad de territorio.

## Estado de conservación

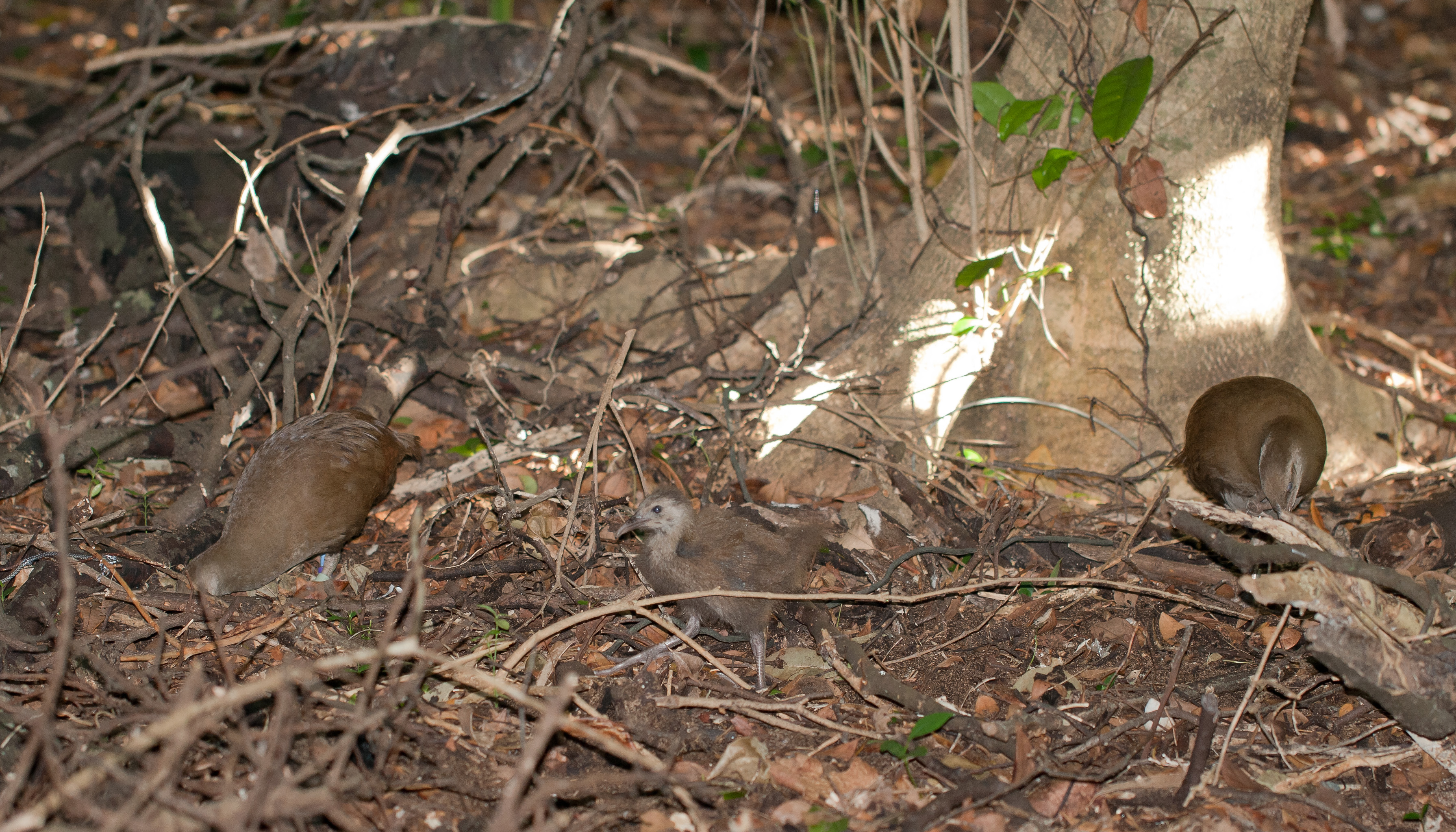
Pareja con un polluelo buscando alimento en el suelo.

Cuando los primeros exploradores descubrieron la isla de Lord Howe en 1788, identificaron 15 especies de aves entre ellas esta. Al ser aves no voladoras, curiosas y que no tenían las precauciones de las aves que han sido cazadas con anterioridad se convirtieron en un fácil recurso alimenticio de los marineros que visitaban la isla y su primeros pobladores. Desde su descubrimiento hasta la llegada de los primeros colonos a la isla en 1834 nueve de estas quince especies de aves se habían extinguido. La población del rascón de la Lord Howe disminuyó notablemente, y los censos mostraron que había caído a menos de 30 individuos, confinados en las regiones de peor acceso en los dos montes de la isla, monte Gower y monte Lidgbird. El rascón de la Lord Howe estuvo al borde de la extinción en 1980, cuando solo se encontraron 15 individuos.
Se realizó un amplio estudio para determinar las causas del declive de su población que lo atribuyó a la introducción de cerdos asilvestrados. Se eliminaron los cerdos y otros animales invasores como las cabras, y se inició un programa de cría en cautividad en mayo de 1980 que permitió aumentar la población. Se consiguió el primer huevo puesto en cautividad en junio de 1980. El programa se estableció con 150.000 $ de la Foundation for National Parks & Wildlife (Fundación para los parques nacionales y la vida salvaje), que se gastaron la construcción de un complejo y la contratación de científicos para el proyecto.
Los censos actuales muestran una población estable de unos 200 individuos, y se estima que la población óptima estaría en unos 250 aves.
El análisis de las amenazas del rascón de la Lord Howe y su solución se consideran un modelo para la biología de la conservación. Había varias posibles causas del declive de la población en la isla, desde la introducción de las ratas a la de la lechuzas de Tasmania. Pero solo con eliminación de los cerdos se consiguió salvar a la especie la extinción, por lo que la identificación de la causa a tiempo fue crucial para el éxito del programa.

## Rascón de Gilbert
Había la piel de un ejemplar de rascón conservada en alcohol en Harvard que se creía se había recolectado en las islas Gilbert y se había descrito como rascón de Gilbert (Gallirallus conditicius) (Peters & Griscom, 1928). Sin embargo la geografía de la isla es poco propicia para que viviera un rascón. Actualmente se cree que es fruto de un error de los conservadores y que en realidad se trata de un ejemplar inmaduro de rascón de la Lord Howe. Se diferencia solo en que su píleo, garganta y partes inferiores son más claros y su cabeza es más parduzca, pero la larga inmersión en alcohol podría ser la causa de estos cambios de color. La isla a la que se atribuía este espécimen estaba a 4.500 km de la isla Lord Howe, y resulta imposible que dos rascones no voladores evolucionaran separadamente sin ninguna diferencia morfológica.